# Granaiolo
Granaiolo è una frazione del comune italiano di Castelfiorentino, nella città metropolitana di Firenze, in Toscana.
Dista all'incirca 5,26 chilometri dal centro abitato di Castelfiorentino.

## Storia
Il borgo è documentato nel periodo altomedievale come Granaiolum e fu sede di un castello, documentato anche nelle mappe di Leonardo da Vinci agli inizi del XVI secolo.

## Monumenti e luoghi d'interesse
A Granaiolo è situato il vecchio zuccherificio della zona costruito alla fine del XIX secolo, che chiuse i battenti per via del suo stato ormai obsoleto delle recenti innovazioni produttive nel 1971. Lo zuccherificio giace abbandonato vicino alla stazione.
Presso la frazione si trovano anche la chiesa di Sant'Andrea e la settecentesca Villa Pucci, ristrutturata da Gae Aulenti negli anni settanta del XX secolo.
In via Vittorio Niccoli, di fronte a edifici industriali, si trova la sconsacrata Chiesa di San Matteo, di cui è visibile dalla strada l'abside in laterizi. Da essa proviene la Madonna col Bambino e i Santi Andrea e Sebastiano di Giovan Battista Naldini, commissionata dalla famiglia Pucci ed oggi nella chiesa del Sacro Cuore a Sant'Andrea-Fontanella.

## Infrastrutture e trasporti
La frazione è servita da una stazione ferroviaria posta sulla linea Empoli-Siena.